# Xylotrechus multisignatus
Xylotrechus multisignatus là một loài bọ cánh cứng trong họ Cerambycidae.